# Lorsica
Lorsica (ligurisch Lòrsega) ist eine italienische Gemeinde in der Metropolitanstadt Genua mit 394 Einwohnern (Stand 31. Dezember 2023).

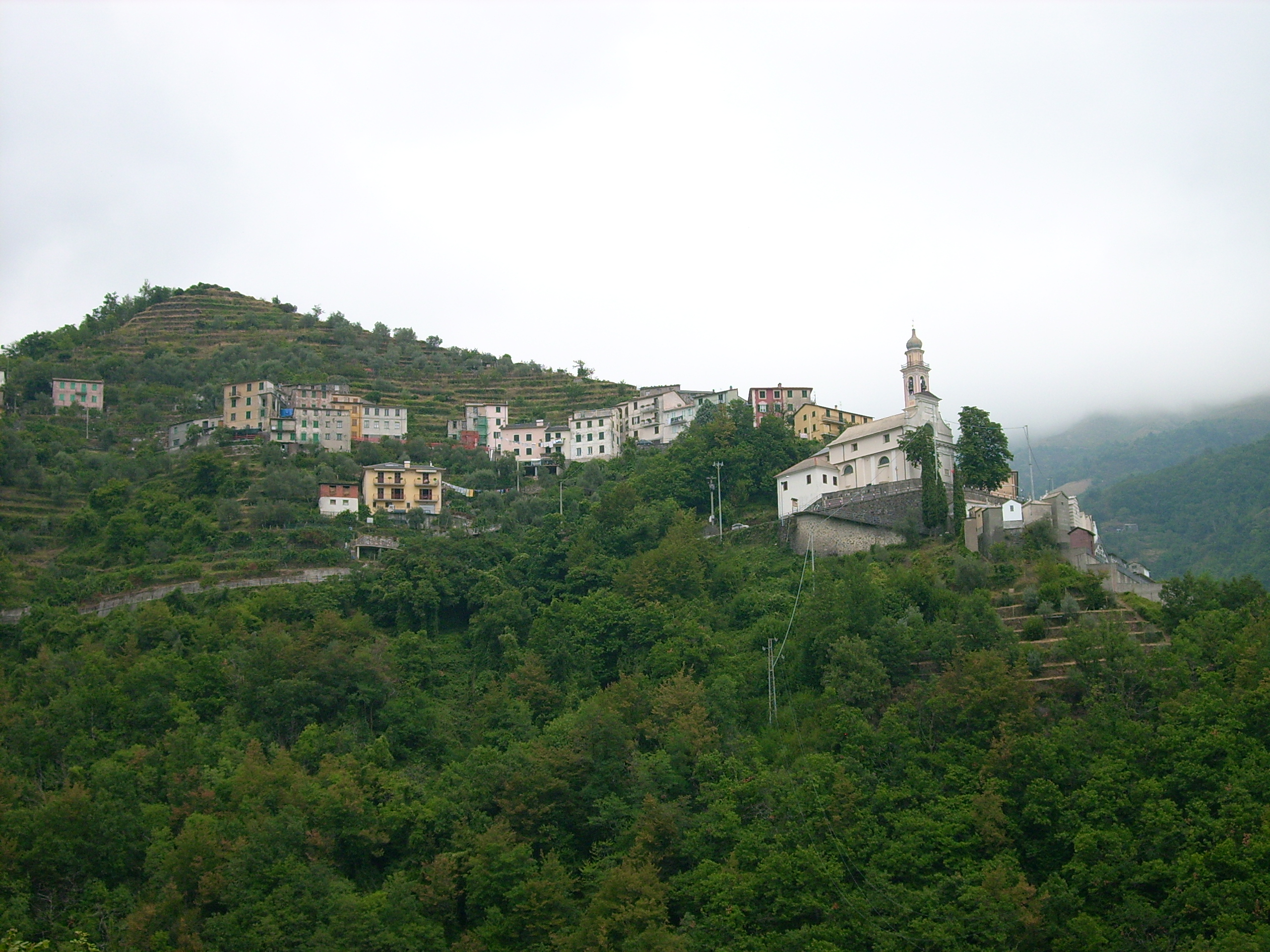
Lorsica

## Lage
Die Gemeinde liegt im Tal Fontanabuona, am Bach Tirello und befindet sich in einer Distanz von 40 Kilometern zu der ligurischen Hauptstadt Genua.
Zusammen mit 16 weiteren Kommunen bildet Lorsica die Comunità Montana Fontanabuona. Lorsica besteht aus den Ortsteilen Lorsica, Figarolo, Rossarino, Acqua, Verzi, Castagnelo, Monteghirfo, Barbagelata, Costafinale, Scorticata und Pian della Chiesa. Letztere vier gehören zu der Exklave Barbagelata, die sich im Val Trebbia und Val d’Aveto befindet.